# Усков, Сергей Павлович
Сергей Павлович Усков (род. 10 августа 1999 года) — молдавский тхэквондист. Родился в Приморском крае, в селе Спасск. В детстве переехал в столицу Приднестровья Тирасполь, где и живёт по сей день.

## Карьера
В тхэквондо пришёл в 6 лет. На данный момент живет в ПМР в г. Тирасполь, где и тренируется.
Первым серьезным достижением в карьере было 5-е место на чемпионате Мира среди юниоров в Канаде. Провёл 4 поединка, проиграв за медаль будущему серебряному призёру из Марокко в дополнительном раунде, по дороге к нему одолев спортсменов из Хорватии, Филиппин и Египта.
В 2017 выиграл бронзу на Чемпионате Европы в Болгарии по олимпийским весовым категориям, проиграв в полуфинале Михаилу Артамонову лишь в один балл. А сразу после этого турнира последовала еще одна бронзовая медаль с чемпионата Европы в Турции в начале 2018 года.
В 2017 году выиграл два турнира международного класса Sofia Open и Polish Open.
Так же в 2017 году является вице — чемпионом открытого чемпионата России, уступив в финале трёхкратному чемпиону мира корейцу Kim Tae-hun
В 2018 году Выиграл ежегодный Кубок Президента проходивший в Афинах, где участвовали все ведущие спортсмены мира, где получил 20 баллов Олимпийского Рейтинга
Также по итогам 2017 года попал в топ — 10 лучших спортсменов Молдовы и ПМР.
Тренер — Лесовой Ю. В.